# Euphorbia vallis-mortuae
Euphorbia vallis-mortuae är en törelväxtart som först beskrevs av Charles Frederick Millspaugh, och fick sitt nu gällande namn av John Thomas Howell. Euphorbia vallis-mortuae ingår i släktet törlar, och familjen törelväxter.
Artens utbredningsområde är Kalifornien. Inga underarter finns listade i Catalogue of Life.